# Aoranthe annulata
Aoranthe annulata är en måreväxtart som först beskrevs av Karl Moritz Schumann, och fick sitt nu gällande namn av Somers. Aoranthe annulata ingår i släktet Aoranthe och familjen måreväxter.
Artens utbredningsområde är Gabon. Inga underarter finns listade i Catalogue of Life.